# Дуань Инъин
Дуань Инъин (кит. упр. 段莹莹, пиньинь Duàn Yíngyíng; родилась 3 июля 1989 года в Тяньцзине, Китай) — китайская теннисистка; финалистка одного турнира Большого шлема в парном разряде (Открытый чемпионат Франции-2019); победительница четырёх турниров WTA (из них один в одиночном разряде).

## Общая информация
Отец теннисистки бывший баскетболист; мать работает в госпитале (ранее играл в гандбол).
Любимое покрытие — Хард; любимый турнир — Открытый чемпионат США.

## Спортивная карьера
Дуань начала профессиональную карьеру в 2007 году. Первый титул из ITF она завоевала в феврале 2009 года. К концу 2012 года в активе китаянки были восемь титулов на 10-тысячниках и 25 тысячниках ITF в одиночном разряде и один в парном. В сентябре 2012 года Дуань Инъин впервые сыграла в основных соревнованиях WTA-тура, получив специальное приглашение на турнир в Гуанчжоу. В октябре она смогла выйти в финал 100-тысячника ITF Сучжоу.
В 2013 году Дуань впервые смогла сыграть в основной сетке турнира серии Большого шлема, пройдя через квалификацию на Открытый чемпионат США. В июне 2014 года она выиграла 50-тысячник ITF в Сиане, а в сентябре вышла в финал турнира младшей серии WTA 125K в Сучжоу.
В феврале 2015 года на турнире в Паттайе Дуань Инъин впервые достигла четвертьфинала в рамках WTA-тура. Летом на Уимблдонском турнире, куда китаянка попала через квалификацию, она в первом раунде сумела переиграть прошлогоднюю финалистку Эжени Бушар со счётом 7-6(3),
6-4. Но во втором раунде она проиграла в напряженной борьбе немке Татьяне Марии. В августе Дуань впервые поднялась в топ-100 мирового рейтинга. Осенью она смогла выйти в четвертьфинал турнира в Тяньцзине.
В августе 2016 года Дуань Инъин смогла выиграть свой первый титул WTA. Это произошло на турнире в Наньчане, в финале которого она переиграла американку Ваню Кинг со счётом 1-6, 6-4, 6-2. В январе 2017 года, начав с квалификации она сумела выйти в четвертьфинал турнира в Сиднее. На Открытом чемпионате Австралии Дуань впервые смогла выйти в третий раунд турнира в рамках серии Большого шлема. В феврале 2017 года она сыграла свой первый матч за сборную Китая в розыгрыше Кубка Федерации. На турнире в Куала-Лумпуре Дуань вышла в четвертьфинал. В конце сезона Вона выиграла второй по значимости Итоговый турнир — Трофей элиты WTA в парном разряде, выступив на нём совместно с Хань Синьюнь. Через неделю после этого она победила на турнире младшей серии WTA 125K в Хуахине в парном разряде в альянсе с Ван Яфань. По итогам сезона 2017 года китаянка впервые финишировала в топ-100 одиночного рейтинга, заняв 95-е место.
В начале февраля 2018 года на турнире в Тайбэе в паре с Ван Яфань Дуань Инъин выиграла титул, обыграв в финальном матче пару Оксана Калашникова и Нао Хибино. Это второй титул китайской спортсменки в парном разряде в основном туре. В апреле на турнире младшей серии WTA 125K в Чжэнчжоу Ван Яфань и Дуань Инъин выиграли парный титул.
На старте сезона 2019 года Дуань Инъин совместно с чешкой Ренатой Ворачовой вышла в парный финал турнира в Шэньчжэне. Следующего парного финала в WTA-туре она достигла в мае на грунтовом турнире в Страсбурге, попав туда в дуэте с Хань Синьюнь. Затем Дуань смогла великолепно сыграть на Ролан Гаррос. Сыграв на главном грунтовом турнире в паре с Чжэн Сайсай, она смогла выйти в первый свой финал на Большом шлеме. Китайская пара в борьбе за престижный трофей сыграла с дуэтом Тимея Бабош и Кристина Младенович, проиграв вторым номерам посева со счётом 2-6, 3-6. Выступление в Париже позволило Дуань Инъин подняться в топ-30 парного рейтинга. На Открытом чемпионате США китайский дуэт смог доиграть до четвертьфинала в женском парном разряде. В сентябре Дуань Инъин совместно с россиянкой Вероникой Кудерметовой выиграла парные соревнования турнира серии Премьер 5 в Ухане. В октябре китаянка поднялась в парном рейтинге в топ-20. Она выступила в конце сезона на итоговом турнире — Трофей элиты WTA, где в паре с Ян Чжаосюань дошла до финала.
2020 год Дуань Инъин начала с парного финала в Шэньчжэне в альянсе с Чжэн Сайсай. Последний матч в карьере сыграла на Олимпиаде в Токио, где в паре Чжэн Сайсай проиграла в первом раунде.

## Итоговое место в рейтинге WTA по годам
| Год  | Одиночный рейтинг | Парный рейтинг |
| 2021 | 879               | 119            |
| 2020 | 565               | 18             |
| 2019 | 386               | 17             |
| 2018 | 140               | 59             |
| 2017 | 95                | 201            |
| 2016 | 102               | 660            |
| 2015 | 117               |                |
| 2014 | 124               |                |
| 2013 | 173               |                |
| 2012 | 128               | 336            |
| 2011 | 378               | 481            |
| 2010 | 350               | 738            |
| 2009 | 400               | 877            |
| 2008 | 821               | 775            |
| 2007 | 889               | 839            |

## Выступления на турнирах

### Финалы турнировWTAв одиночном разряде (1)

#### Победы (1)
| Легенда:                    |
| --------------------------- |
| Турниры Большого шлема (0)* |
| Олимпиада (0)               |
| Трофей элиты WTA (0+1)      |
| Premier Mandatory (0)       |
| Premier 5 (0+1)             |
| Premier (0)                 |
| International (1+1)         |

| Титулы по покрытиям | Титулы по месту проведения матчей турнира |
| ------------------- | ----------------------------------------- |
| Хард (1+3)*         | Зал (0+2)                                 |
| Грунт (0)           | Зал (0+2)                                 |
| Трава (0)           | Открытый воздух (1+1)                     |
| Ковёр (0)           | Открытый воздух (1+1)                     |

* количество побед в одиночном разряде + количество побед в парном разряде + количество побед в миксте.
| №  | Дата           | Турнир         | Покрытие | Соперница в финале | Счёт        |
| 1. | 7 августа 2016 | Наньчан, Китай | Хард     | Ваня Кинг          | 1-6 6-4 6-2 |

### Финалы турнировWTA 125иITFв одиночном разряде (20)

#### Победы (11)
| Легенда:                    |
| --------------------------- |
| WTA 125 (0+2)*              |
| 100.000 USD (0+1)           |
| 80.000 (75.000)** USD (0+1) |
| 60.000 (50.000)** USD (1)   |
| 25.000 USD (6)              |
| 15.000 (10.000)** USD (4+1) |

** призовой фонд до 2017 года
| Титулы по покрытиям | Титулы по месту проведения матчей турнира |
| ------------------- | ----------------------------------------- |
| Хард (11+4)*        | Зал (0+1)                                 |
| Грунт (0)           | Зал (0+1)                                 |
| Трава (0+1)         | Открытый воздух (11+4)                    |
| Ковёр (0)           | Открытый воздух (11+4)                    |

* количество побед в одиночном разряде + количество побед в парном разряде.
| №   | Дата            | Турнир                     | Покрытие | Соперница в финале | Счёт                   |
| 1.  | 15 февраля 2009 | Цзянмынь, Китай            | Хард     | Се Яньцзэ          | 6-2 6-4                |
| 2.  | 30 мая 2009     | Нью-Дели, Индия            | Хард     | Керен Шломо        | 6-3 6-4                |
| 3.  | 4 апреля 2010   | Нанкин, Китай              | Хард     | Лю Ваньтин         | 6-4 7-6(6)             |
| 4.  | 4 июля 2010     | Хэфэй, Китай               | Хард     | Чжэн Сайсай        | 6-3 6-4                |
| 5.  | 4 марта 2012    | Веллингтон, Новая Зеландия | Хард     | Сандра Заневская   | 6-1 6-4                |
| 6.  | 27 мая 2012     | Чханвон, Южная Корея       | Хард     | Чжан Лин           | 6-4 6-3                |
| 7.  | 3 июня 2012     | Кимчхон, Южная Корея       | Хард     | Шанель Симмондс    | 6-2 6-1                |
| 8.  | 24 июня 2012    | Коян, Южная Корея          | Хард     | Чжан Лин           | 6-3 6-3                |
| 9.  | 26 мая 2013     | Коян, Южная Корея          | Хард     | Лю Фанчжоу         | 6-3 6-4                |
| 10. | 29 июня 2014    | Сиань, Китай               | Хард     | Чжу Линь           | 4-6 7-6(9) 6-4         |
| 11. | 19 июля 2015    | Тяньцзинь, Китай           | Хард     | Ван Цян            | 4-6 7-6(2) 3-0 — отказ |

#### Поражения (9)
| №  | Дата            | Турнир          | Покрытие | Соперница в финале | Счёт        |
| 1. | 5 июля 2009     | Сямынь, Китай   | Хард     | Чжан Шуай          | 2-6 1-6     |
| 2. | 29 августа 2010 | Сайтама, Япония | Хард     | Сюй Вэньсинь       | 1-6 6-1 3-6 |
| 3. | 28 августа 2011 | Сайтама, Япония | Хард     | Аюми Ока           | 3-6 4-6     |
| 4. | 22 июля 2012    | Эвансвилл, США  | Хард     | Мэллори Бердетт    | 1-6 2-6     |
| 5. | 14 октября 2012 | Сучжоу, Китай   | Хард     | Се Шувэй           | 2-6 2-6     |
| 6. | 7 сентября 2014 | Сучжоу, Китай   | Хард     | Анна-Лена Фридзам  | 1-6 3-6     |
| 7. | 26 июля 2015    | Чжэнчжоу, Китай | Хард     | Ван Яфань          | 4-6 4-6     |
| 8. | 25 октября 2015 | Сучжоу, Китай   | Хард     | Чжан Кайлинь       | 6-1 3-6 4-6 |
| 9. | 12 мая 2019     | Луань, Китай    | Хард     | Хань Синьюнь       | 6-4 2-6 2-6 |

### Финалы турниров Большого шлема в парном разряде (1)

#### Поражения (1)
| №  | Год  | Турнир                     | Покрытие | Партнёр     | Соперники в финале              | Счёт    |
| 1. | 2019 | Открытый чемпионат Франции | Грунт    | Чжэн Сайсай | Тимея Бабош Кристина Младенович | 2-6 3-6 |

### Финалы Итоговых турнировWTAв парном разряде (2)

#### Победы (1)
| №  | Дата | Турнир           | Покрытие   | Партнёрша    | Соперницы в финале    | Счёт    |
| 1. | 2017 | Трофей элиты WTA | Хард (зал) | Хань Синьюнь | Лу Цзинцзин Чжан Шуай | 6-2 6-1 |

#### Поражения (1)
| №  | Год  | Турнир           | Покрытие | Партнёрша    | Соперницы в финале            | Счёт    |
| 1. | 2019 | Трофей элиты WTA | Хард     | Ян Чжаосюань | Людмила Киченок Андрея Клепач | 3-6 3-6 |

### Финалы турнировWTAв парном разряде (8)

#### Победы (3)
| №  | Дата             | Турнир           | Покрытие   | Партнёрша            | Соперницы в финале            | Счёт          |
| 1. | 5 ноября 2017    | Трофей элиты WTA | Хард (зал) | Хань Синьюнь         | Лу Цзинцзин Чжан Шуай         | 6-2 6-1       |
| 2. | 4 февраля 2018   | Тайбэй, Тайвань  | Хард (зал) | Ван Яфань            | Оксана Калашникова Нао Хибино | 7-6(4) 7-6(5) |
| 3. | 28 сентября 2019 | Ухань, Китай     | Хард       | Вероника Кудерметова | Элизе Мертенс Арина Соболенко | 7-6(3) 6-2    |

#### Поражения (5)
| №  | Дата            | Турнир                     | Покрытие | Партнёрша       | Соперницы в финале                   | Счёт           |
| 1. | 5 января 2019   | Шэньчжэнь, Китай           | Хард     | Рената Ворачова | Пэн Шуай Ян Чжаосюань                | 4-6 3-6        |
| 2. | 25 мая 2019     | Страсбург, Франция         | Грунт    | Хань Синьюнь    | Дарья Гаврилова Эллен Перес          | 4-6 3-6        |
| 3. | 9 июня 2019     | Открытый чемпионат Франции | Грунт    | Чжэн Сайсай     | Тимея Бабош Кристина Младенович      | 2-6 3-6        |
| 4. | 27 октября 2019 | Трофей элиты WTA           | Хард     | Ян Чжаосюань    | Людмила Киченок Андрея Клепач        | 3-6 3-6        |
| 5. | 11 января 2020  | Шэньчжэнь, Китай (2)       | Хард     | Чжэн Сайсай     | Барбора Крейчикова Катерина Синякова | 2-6 6-3 [4-10] |

### Финалы турнировWTA 125иITFв парном разряде (9)

#### Победы (5)
| №  | Дата           | Турнир                    | Покрытие   | Партнёрша    | Соперницы в финале              | Счёт           |
| 1. | 22 июля 2012   | Эвансвилл, США            | Хард       | Сюй Ифань    | Мэллори Бердетт Натали Плускота | 6-2 6-3        |
| 2. | 12 ноября 2017 | Хуахин, Таиланд           | Хард (зал) | Ван Яфань    | Ирина Хромачёва Далила Якупович | 6-3 6-3        |
| 3. | 22 апреля 2018 | Чжэнчжоу, Китай           | Хард       | Ван Яфань    | Наоми Броуди Янина Викмайер     | 7-6(5) 6-3     |
| 4. | 4 мая 2019     | Гифу, Япония              | Хард       | Хань Синьюнь | Акико Омаэ Пеангтарн Плипыч     | 6-3 4-6 [10-4] |
| 5. | 16 июня 2019   | Манчестер, Великобритания | Трава      | Чжу Линь     | Робин Андерсон Лаура-Иоана Паар | 6-4 6-3        |

#### Поражения (4)
| №  | Дата            | Турнир            | Покрытие | Партнёрша     | Соперницы в финале          | Счёт           |
| 1. | 24 мая 2008     | Кхонкэн, Таиланд  | Хард     | Чэнь Хуэй     | Ким Сун Чун Ли Чхо Вон      | 4-6 6-4 [4-10] |
| 2. | 17 февраля 2012 | Сидней, Австралия | Хард     | Хань Синьюнь  | Арина Родионова Мелани Саут | 6-3 3-6 [8-10] |
| 3. | 31 июля 2016    | Ухань, Китай      | Хард     | Чжан Кайчжэнь | Сюко Аояма Макото Ниномия   | 4-6 4-6        |
| 4. | 28 апреля 2019  | Аньнин, Китай     | Грунт    | Хань Синьюнь  | Пэн Шуай Ян Чжаосюань       | 5-7 2-6        |